# Hugh Foley

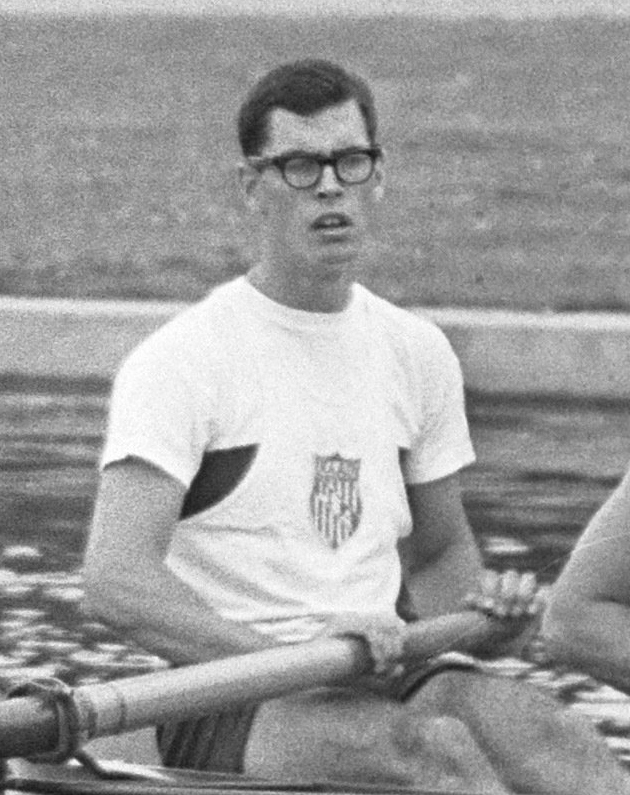
Hugh Foley, 1964

Hugh Miller Foley (* 3. März 1944 in Seattle; † 9. November 2016) war ein US-amerikanischer Ruderer.
Foley begann mit dem Rudersport an der Loyola Marymount University in Los Angeles, wechselte dann aber an die LaSalle University in Philadelphia und schloss sich dort dem Vesper Boat Club an. Bei den Olympischen Spielen 1964 stellte mit dem Boot vom Vesper Boat Club erstmals ein Verein den US-Achter und nicht eine Hochschule. Der US-Achter war Außenseiter gegen den favorisierten Deutschland-Achter. Die beiden Boote trafen bereits im ersten Vorlauf aufeinander und der Deutschland-Achter siegte mit 0,28 Sekunden Vorsprung. Im Finale siegte das US-Boot mit über fünf Sekunden Vorsprung. Bei den Panamerikanischen Spielen 1967 gewann Foley im Vierer mit Steuermann, wobei dem Boot mit William Stowe und Steuermann Robert Zimonyi zwei weitere Olympiasieger von 1964 angehörten. In den 1970er Jahren war Hugh Foley Rudertrainer an der Boston University, später arbeitete er als Programmierer.